# Frans Gunnar Bengtsson
Frans Gunnar Bengtsson (Tossjö, 4 de outubro de 1894 - Castelo Ribbingsfors, 19 de dezembro de 1954) foi um escritor, lírico e tradutor sueco, também exímio jogador de xadrez. A sua obra mais conhecida é Röde Orm, um romance passado na Era Víquingue contando as aventuras de Orm Tostesson, num estilo minimalista inspirado nas sagas islandesas.